# عوديد فورير
عوديد فورير (بالعبرية: עודד פורר، من مواليد 30 مايو 1977) سياسي إسرائيلي يشغل حاليا منصب عضو في الكنيست عن حزب إسرائيل بيتنا بداية في أواخر 2015.